# Fátima Diame
Fátima Dzinzaletaite Diame Diame (Valencia, 22 settembre 1996) è una lunghista e triplista spagnola.

## Biografia
Nell'estate del 2015 partecipa agli europei juniores di Eskilstuna, conquistando il bronzo con un salto di 6,55 metri, dietro alla rumena Florentina Marincu (6,78 metri) e alla tedesca Anna Bühler (anch'essa a 6,55 metri ma con meno errori). La misura sarebbe da nuovo record personale, ma il vento è di +4,0 m/s e il salto non può essere omologato come primato.
A partire dalla stagione 2017 inizia a dedicarsi anche al salto triplo. Gareggia quindi agli europei under 23 di Bydgoszcz, dove raggiunge la finale atterrando a 13,44 metri. La finale del 14 luglio la vede chiudere al quinto posto con un salto di 13,60 m, distante quasi 40 centimetri dal podio composto da Elena Panțuroiu (14,27 m), Ana Peleteiro (14,19 m) e Rouguy Diallo (13,99 m). Il giorno seguente tenta la fortuna anche nel lungo, dovendosi però fermare alle qualificazioni con una misura di 6,03 metri. Partecipa come triplista anche ai mondiali di Londra 2017: dopo tre salti (12,97 m, 13,28 m e 13,36 m) non riesce a qualificarsi per la finale, terminando infine al 25º posto.
Negli anni successivi ottiene una lunga serie di piazzamenti senza centrare alcuna medaglia. Tra il 2024 e il 2025, invece, vince due medaglie di bronzo ai mondiali indoor.

## Progressione

### Salto in lungo
| Stagione | Misura | Luogo     | Data      | Rank. Mond. |
| -------- | ------ | --------- | --------- | ----------- |
| 2018     | 6,68 m | Tarragona | 27-6-2018 |             |
| 2017     | 6,48 m | Castellón | 14-6-2017 |             |
| 2016     | 6,12 m | Castellón | 7-5-2016  |             |
| 2015     | 6,46 m | Castellón | 4-6-2015  |             |
| 2014     | 6,28 m | Elche     | 14-6-2014 |             |
| 2013     | 6,38 m | Castellón | 23-5-2013 |             |
| 2012     | 5,68 m | Aranjuez  | 8-7-2012  |             |
| 2011     | 5,63 m | Castellón | 16-7-2011 |             |

### Salto triplo
| Stagione | Misura  | Luogo     | Data      | Rank. Mond. |
| -------- | ------- | --------- | --------- | ----------- |
| 2018     | 13,92 m | Tarragona | 27-6-2018 |             |
| 2017     | 14,03 m | Torrent   | 2-7-2017  |             |
| 2016     | 12,83 m | Andújar   | 30-4-2016 |             |

## Palmarès
| Anno | Manifestazione          | Sede       | Evento         | Risultato | Prestazione | Note                                     |
| ---- | ----------------------- | ---------- | -------------- | --------- | ----------- | ---------------------------------------- |
| 2013 | Mondiali U18            | Donec'k    | Salto in lungo | 13ª (q)   | 5,98 m      |                                          |
| 2014 | Mondiali U20            | Eugene     | Salto in lungo | 15ª (q)   | 6,00 m      |                                          |
| 2015 | Europei U20             | Eskilstuna | Salto in lungo | Bronzo    | 6,55 m      | Miglior prestazione personale            |
| 2017 | Europei U23             | Bydgoszcz  | Salto triplo   | 5ª        | 13,60 m     |                                          |
| 2017 | Europei U23             | Bydgoszcz  | Salto in lungo | 23ª (q)   | 6,03 m      |                                          |
| 2017 | Mondiali                | Londra     | Salto triplo   | 25ª (q)   | 13,36 m     |                                          |
| 2018 | Giochi del Mediterraneo | Tarragona  | Salto in lungo | Bronzo    | 6,68 m      | Miglior prestazione personale            |
| 2018 | Giochi del Mediterraneo | Tarragona  | Salto triplo   | Bronzo    | 13,92 m     |                                          |
| 2018 | Europei                 | Berlino    | Salto in lungo | 22ª (q)   | 6,24 m      |                                          |
| 2019 | Europei indoor          | Glasgow    | Salto in lungo | 9ª (q)    | 6,46 m      |                                          |
| 2021 | Europei indoor          | Toruń      | Salto in lungo | 7ª        | 6,47 m      |                                          |
| 2021 | Giochi olimpici         | Tokyo      | Salto in lungo | 21ª (q)   | 6,32 m      |                                          |
| 2022 | Mondiali indoor         | Belgrado   | Salto in lungo | 7ª        | 6,71 m      | Miglior prestazione personale stagionale |
| 2022 | Mondiali                | Eugene     | Salto in lungo | 16ª (q)   | 6,54 m      |                                          |
| 2023 | Europei indoor          | Istanbul   | Salto in lungo | 10ª (q)   | 6,48 m      |                                          |
| 2023 | Mondiali                | Budapest   | Salto in lungo | 6ª        | 6,82 m      | Miglior prestazione personale            |
| 2024 | Mondiali indoor         | Glasgow    | Salto in lungo | Bronzo    | 6,78 m      | Miglior prestazione personale stagionale |
| 2024 | Europei                 | Roma       | Salto in lungo | 8ª        | 6,69 m      |                                          |
| 2024 | Giochi olimpici         | Parigi     | Salto in lungo | 15ª (q)   | 6,52 m      |                                          |
| 2025 | Europei indoor          | Apeldoorn  | Salto in lungo | 5ª        | 6,73 m      | Miglior prestazione personale stagionale |
| 2025 | Mondiali indoor         | Nanchino   | Salto in lungo | Bronzo    | 6,72 m      |                                          |